# Cyfronet

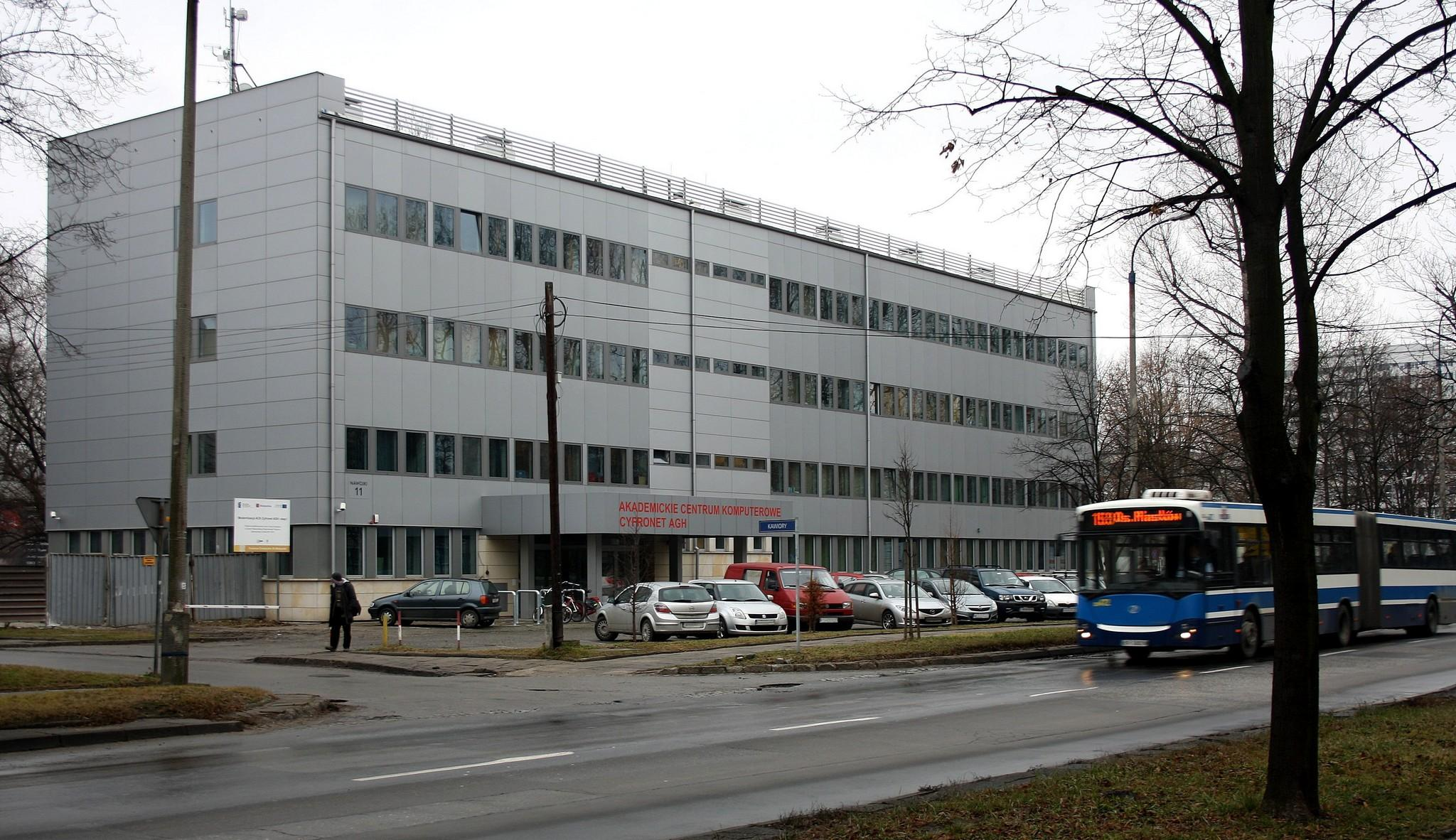
Budynek główny ACK Cyfronet AGH

Akademickie Centrum Komputerowe Cyfronet AGH (utworzone jako Środowiskowe Centrum Obliczeniowe CYFRONET Kraków) – wyodrębniona organizacyjnie i finansowo jednostka podległa od lat 90. XX w. Rektorowi Akademii Górniczo-Hutniczej w Krakowie. Cyfronet jest najstarszym z pięciu polskich centrów komputerów dużej mocy, obok ICM w Warszawie, PCSS w Poznaniu, WCSS we Wrocławiu i TASK w Gdańsku oraz ustanowioną przez Komitet Badań Naukowych jednostką wiodącą w zakresie eksploatacji i rozbudowy Miejskiej Sieci Komputerowej w Krakowie.

## Historia
W roku 1973, w wyniku wspólnej inicjatywy władz krakowskich uczelni oraz instytutów naukowych, zostało utworzone Środowiskowe Centrum Obliczeniowe "Cyfronet" - wyodrębniona jednostka organizacyjna Ministerstwa Nauki Szkolnictwa Wyższego i Techniki z siedzibą w Krakowie. Jego działalność przyczyniła się do zastosowania informatyki w wielu dyscyplinach naukowych. Krakowski ośrodek, przez lata jedyne w Polsce środowiskowe centrum obliczeniowe, z czasem stał się ośrodkiem sieciowo-superkomputerowym, odgrywającym znaczącą rolę w zakresie informatycznego wsparcia nauki, administracji i gospodarki. Od 2007 roku Cyfronet koordynuje prace nad budową i utrzymaniem Polskiej Infrastruktury Gridowej PL-Grid przez Konsorcjum PL-Grid.
Pierwszy superkomputer Cyfronetu został uruchomiony 27.06.1975. Był to jeden z dwóch CDC CYBER 72 zakupionych przez Polskę w 1973 roku: pierwszy stanął w Instytucie Badań Jądrowych w Świerku pod Warszawą, drugi w Cyfronecie. Pomiędzy obydwiema instalacjami minęły dwa lata, a opóźnienie spowodowane było głównie problemami z embargiem (CoCom), jakim objęte były kraje socjalistyczne.
Od 2010 Cyfronet był posiadaczem najszybszego superkomputera w Polsce. Od 2010 do 2015 roku był to Zeus, który po rozbudowie w 2013 osiągając 267 TFLOPS w testach LINPACK znajdował się na 113. miejscu listy TOP500 (lista 06/2013).
Następcą Zeusa jest zainstalowany w 2015 roku Prometheus, którego teoretyczna moc obliczeniowa wynosi 2403 Teraflopsów i który w listopadzie 2015 roku uplasował się na  38. miejscu listy TOP500. Jest to najwyższa pozycja polskiego superkomputera na tej liście w historii.
Kolejnym superkomputerem jest Ares zainstalowany w 2021, zbudowany z zestawu serwerów obliczeniowych o teoretycznej wydajności ponad 3,5 PFlops oraz podsystemu dyskowego o pojemności ponad 11 PB, posiada 37.824 rdzenie obliczeniowe (procesory Intel Xeon Platinum) oraz 147,7 TB pamięci operacyjnej. Został wyposażony w system chłodzenia cieczą oraz w karty GPU. Plasuje się na 216. miejscu listy TOP500 (lista 06/2021)
W 2022 została oddana do użytku Athena, która ulokowała się na 105. pozycji w TOP500, a 10. w Green500 (teoretyczna wydajność: 7,71 PFlops).
Od 2023 roku Cyfronet jest operatorem superkomputera Helios, którego partycja GPU zajęła w 2024 roku 55. miejsce na liście TOP500 i 3. miejsce na liście Green500.

## Dyrektorzy
- 1973-1989 doc. dr hab. inż. Jerzy Kolendowski (1923-1999)
- 1989-2004 prof. dr hab. inż. Marian Noga (1939-2018)
- 2004-2025 prof. dr hab. inż. Kazimierz Wiatr
- 2025-obecnie inż. Marek Magryś (p.o. Dyrektora[8])

## Zadania
1. udostępnianie mocy obliczeniowej oraz innych usług informatycznych podmiotom realizującym badania naukowe oraz jednostkom edukacyjnym
2. budowa, utrzymanie i rozwój infrastruktury informatycznej eksploatowanej przez Centrum
3. działania na rzecz realizacji celów i programów polityki państwa, zawartych w założeniach Komitetu Badań Naukowych w dziedzinie wykorzystania nowych technik i technologii informatycznych w nauce, edukacji, zarządzaniu i gospodarce
4. prowadzenie samodzielnie lub we współpracy z pracownikami innych jednostek akademickich i badawczych prac naukowych w zakresie wykorzystania komputerów dużej mocy, sieci komputerowych oraz serwisów informatycznych i teleinformatycznych
5. prowadzenie badań, analiz i prac wdrożeniowych w zakresie nowych technik i technologii mogących znaleźć zastosowanie przy projektowaniu, budowie i eksploatacji infrastruktury informatycznej
6. konsulting, ekspertyzy, szkolenia i doskonalenie kadr oraz inne działania w zakresie informatyki, sieci komputerowych, komputerów dużej mocy i usług informatycznych
7. wyszukiwanie, ocena i promocja nowych rozwiązań w zakresie swojego działania w celu ich wykorzystania w sferze nauki i edukacji oraz w sferze administracji, gospodarki i zarządzania
8. udostępnianie mocy obliczeniowej oraz innych usług wykorzystujących potencjał Centrum innym niż wymienione w punkcie 1 podmiotom zainteresowanym ich wdrożeniem lub wykorzystaniem - w zakresie nie kolidującym z realizacją zadań wymienionych w pkt. 1 - 7, zgodnie z posiadanymi uprawnieniami, zezwoleniami i koncesjami
9. prowadzenie prac badawczych odpłatnych oraz współpraca z gospodarką w zakresie i na rzecz wprowadzenia rozwiązań innowacyjnych[9][10]